# Jenő Jendrassik (malarz)

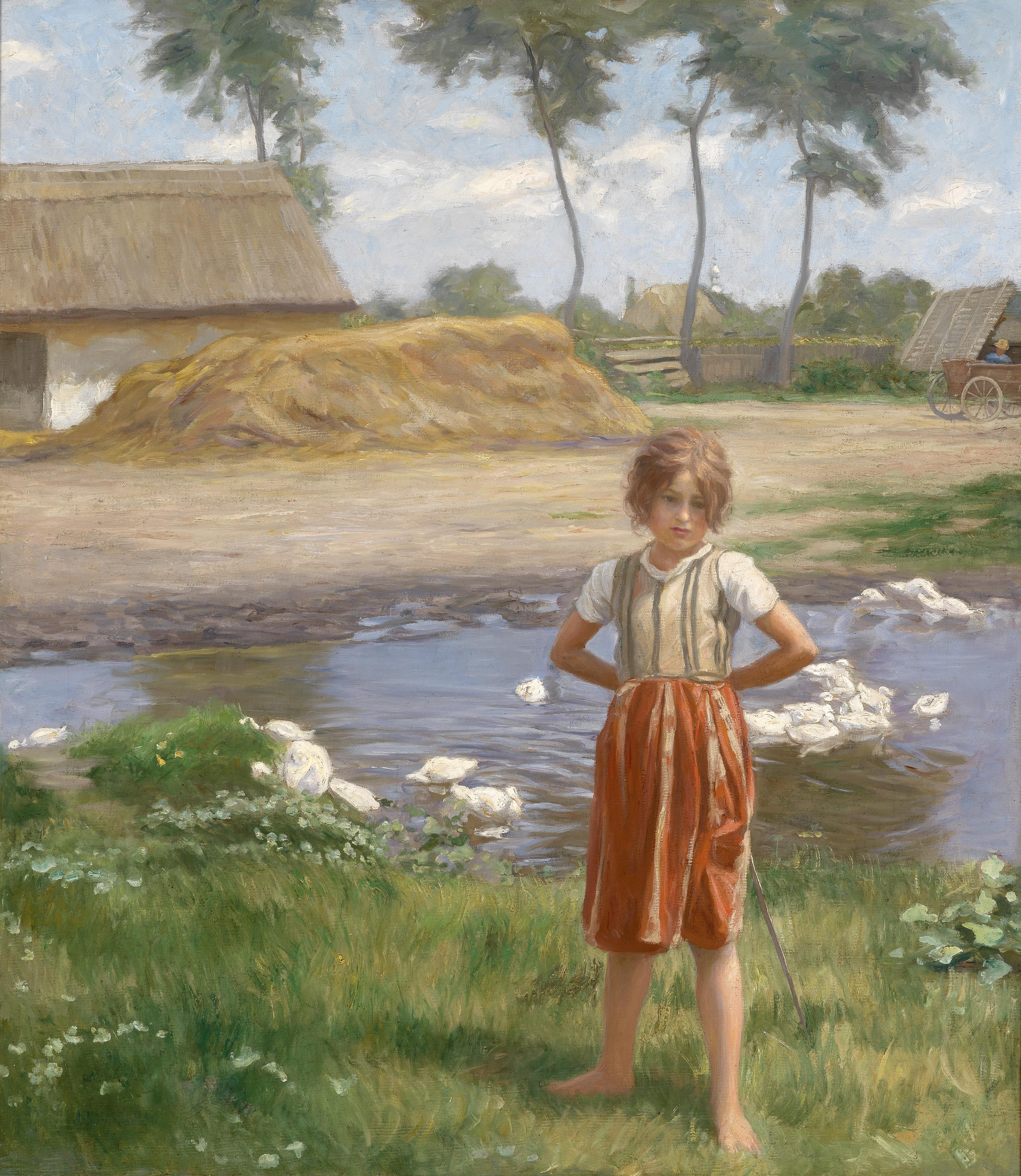
Mała pasterka (1919)

Jenő Jendrassik (ur. 30 października 1860 w Peszcie, zm. 25 grudnia 1919 w Kökényesd) – węgierski malarz.
Studiował malarstwo w Monachijskiej Akademii Malarstwa, po powrocie do kraju wystawiał swoje prace w Budapeszteńskiej Galerii Sztuki. Jego obrazy były zachowawcze, sentymentalne w wymowie i tematyce. W późniejszym czasie Jendrassik portretował dzieci rodziców klas wyższych. Niektóre prace wystawiane są dziś w Węgierskiej Galerii Narodowej.